# Parvuhowdenius harrisoni
Parvuhowdenius harrisoni là một loài bọ cánh cứng trong họ Bọ hung (Scarabaeidae).